# Berdeniella manicata
Berdeniella manicata és una espècie d'insecte dípter pertanyent a la família dels psicòdids que es troba a Europa, incloent-hi Txèquia i Eslovàquia.